# 434th Air Refueling Wing

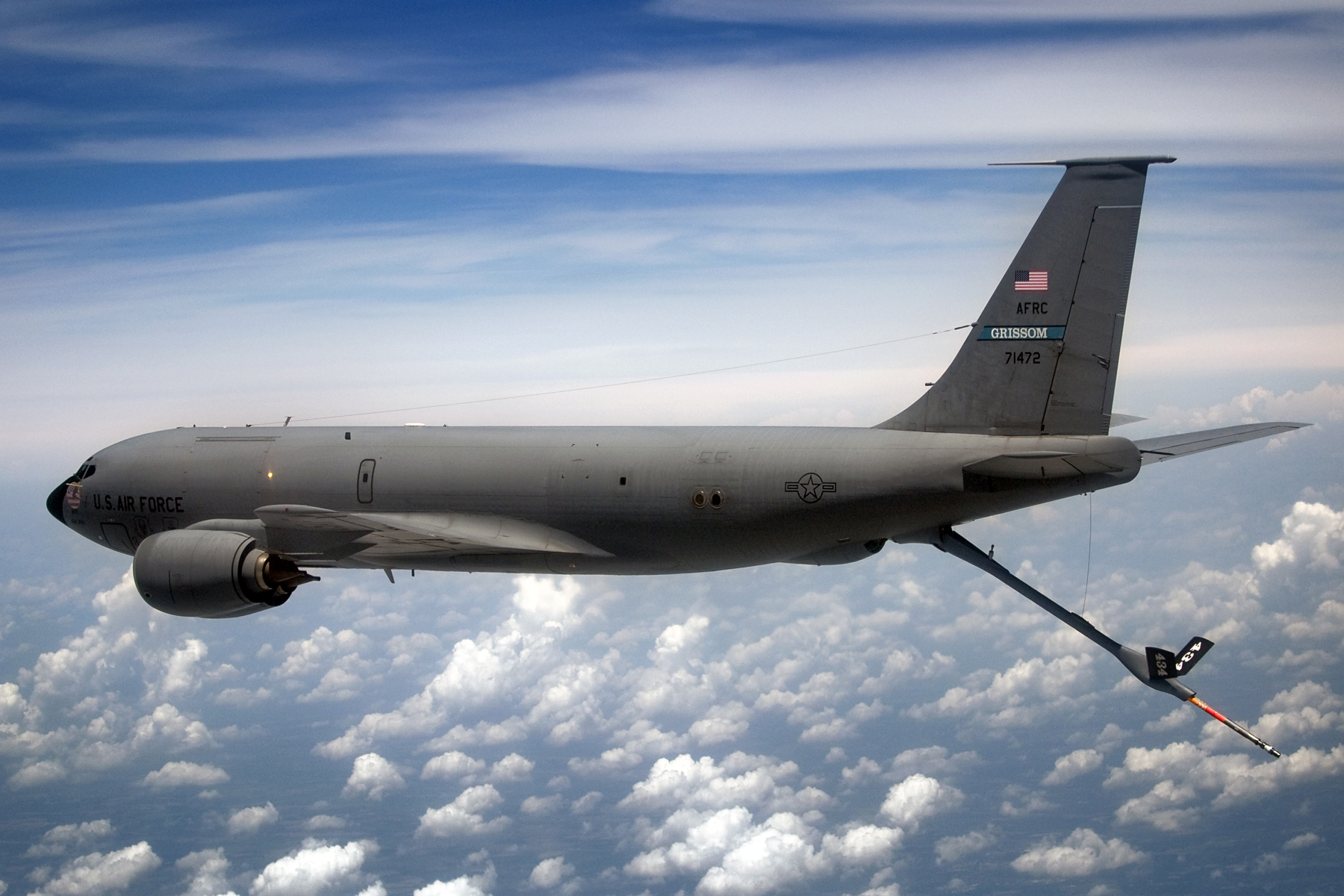
KC-135R del 328th ARS

Il 434th Air Refueling Wing è uno Stormo da rifornimento in volo della Air Force Reserve Command, inquadrato nella Fourth Air Force. Il suo quartier generale è situato presso la Grissom Air Reserve Base, nell'Indiana.

## Organizzazione
Attualmente, al settembre 2017, esso controlla:
- 434th Operations Group
  -  72nd Air Refueling Squadron - Equipaggiato con 9 KC-135R
  -  74th Air Refueling Squadron - Equipaggiato con 9 KC-135R
  - 434th Operations Support Squadron
- 434th Maintenance Group
  - 434th Maintenance Operations Squadron
  - 434th Aircraft Maintenance Squadron
  - 434th Maintenance Squadron
- 434th Mission Support Group
  - 434th Force Support Squadron
  - 434th Security Forces Squadron
  - 434th Civil Engineer Squadron
  - 434th Communications Squadron
  - 434th Operational Contracting Flight
  - 49th Aerial Port Flight
- 434th Aerospace Medicine Squadron